# The Miracle Inn
The Miracle Inn je třetí sólové studiové album velšského hudebníka Eurose Childse. Vydalo jej v srpnu roku 2007 hudební vydavatelství Wichita Recordings. Jde o jeho druhé album vydané v tomto roce. Stejně jako v případě předchozího alba Bore Da, vydaného v březnu toho roku, jej produkoval Childs společně s Davidem Wrenchem. Vedle jiných se na albu podílel Richard James, který s Childsem v minulosti působil ve skupině Gorky's Zygotic Mynci. Vedle sedmi autorských písní obsahuje také jednu coververzi od skupiny The Turtles.

## Seznam skladeb
| Pořadí | Název                | Autor                      | Délka |
| ------ | -------------------- | -------------------------- | ----- |
| 1.     | Over You             | Euros Childs               | 2:29  |
| 2.     | Horse Riding         | Childs                     | 2:42  |
| 3.     | Ali Day              | Childs                     | 2:08  |
| 4.     | Think I'll Run Away  | Howard Kaylan, Mark Volman | 2:31  |
| 5.     | Outside My Window    | Childs                     | 3:41  |
| 6.     | Hard Times Wondering | Childs                     | 3:26  |
| 7.     | The Miracle Inn      | Childs                     | 15:46 |
| 8.     | Go Back Soon         | Childs                     | 3:33  |

## Obsazení
- Euros Childs – zpěv, kytara, klavír, varhany
- Richard James – kytara, zpěv, doprovodné vokály
- Alun Tan Lan – kytara
- Meilyr Jones – baskytara
- Peter Alan Richardson – bicí, tamburína, doprovodné vokály
- Gwyneth Glyn – doprovodné vokály
- Iwan Morgan – doprovodné vokály
- Rosie James – doprovodné vokály